# America's Next Top Model (mùa 14)
America's Next Top Model, Mùa thi 14 là chương trình thứ mười bốn của loạt chương trình truyền hình thực tế tìm kiếm và đào tạo người mẫu America's Next Top Model, được phát sóng trên hệ cáp CWTV. Chương trình dự kiến phát sóng vào ngày 3 tháng 3 năm 2010; tuy nhiên, ngày khởi chiếu đã được dời lại vào 10 tháng 3, 2010 với một chương trình kéo dài 90 phút, đồng thời ở tuần phát sóng kế cũng có một chương trình dài tương tự. Bài hát quảng bá cho mùa thi là "Watch Me Move" của Fefe Dobson.
Đây là mùa thi một lần nữa quy tụ các thí sinh đủ chuẩn của ngành công nghiệp người mẫu (cao từ 1m70 trở lên) của mùa thi trước. Buổi tuyển chọn được ghi hình tại Thành phố New York. Auckland được thông báo sẽ là điểm đến quốc tế lần này cho top 6.
Người chiến thắng của mùa thi sẽ nhận được giải thưởng như các chương trình trước bao gồm: một hợp đồng với công ty quản lý người mẫu Wilhelmina Models, hợp đồng quảng cáo trị giá $100.000 với thương hiệu mỹ phẩm CoverGirl và cùng sáu trang bài viết cùng với chụp ảnh bìa tạp chí Seventeen.
Krista White, cô gái đến từ Pine Bluff, Arkansas, đã trở thành người chiến thắng lớn tuổi nhất trong lịch sử ANTM.

## Hội đồng giám khảo
Thay đổi lớn trong mùa thi này tại bàn các giám khảo là bậc thầy sàn diễn J. Alexander bị thay thế bởi tổng biên tập nội dung của tạp chí Vogue André Leon Talley,, nhưng Miss J vẫn đảm nhận vai trò huấn luyện trên sàn diễn cho các người mẫu trẻ. Cựu giám khảo mùa thi đầu tiên Kimora Lee Simmons được mời tham gia vào hội đồng giám khảo nhưng đã từ chối. Các giám khảo còn lại tiếp tục xuất hiện trong mùa thi này.

## Các thí sinh
(Tính tuổi lúc tham gia phỏng vấn và ghi hình)
| Thí sinh              | Tuổi | Chiều cao               | Đến từ                | Bị loại ở | Hạng |
| --------------------- | ---- | ----------------------- | --------------------- | --------- | ---- |
| Gabrielle Kniery      | 18   | 171 cm (5 ft 7+1⁄2 in)  | St. Louis, Missouri   | Tập 2     | 13   |
| Naduah Rugely         | 22   | 170 cm (5 ft 7 in)      | San Diego, California | Tập 2     | 12   |
| Ren Vokes             | 22   | 175 cm (5 ft 9 in)      | Grand Prairie, Texas  | Tập 3     | 11   |
| Simone Lewis          | 19   | 178 cm (5 ft 10 in)     | Lenexa, Kansas        | Tập 4     | 10   |
| Tatianna Kern         | 21   | 175 cm (5 ft 9 in)      | Ewa Beach, Hawaii     | Tập 5     | 9    |
| Brenda Arens          | 23   | 180 cm (5 ft 11 in)     | Houston, Texas        | Tập 6     | 8    |
| Anslee Payne-Franklin | 23   | 175 cm (5 ft 9 in)      | Dacula, Georgia       | Tập 7     | 7    |
| Alasia Ballard        | 18   | 177 cm (5 ft 9+1⁄2 in)  | Marietta, Georgia     | Tập 8     | 6    |
| Jessica Serfaty       | 18   | 175 cm (5 ft 9 in)      | Conway, Arkansas      | Tập 9     | 5    |
| Alexandra Underwood   | 21   | 180 cm (5 ft 11 in)     | Kerrville, Texas      | Tập 10    | 4–3  |
| Angelea Preston       | 23   | 178 cm (5 ft 10 in)     | Buffalo, New York     | Tập 10    | 4–3  |
| Raina Hein            | 22   | 179 cm (5 ft 10+1⁄2 in) | Minnetonka, Minnesota | Tập 11    | 2    |
| Krista White          | 24   | 175 cm (5 ft 9 in)      | Pine Bluff, Arkansas  | Tập 11    | 1    |

## Tổng kết

### Thứ tự gọi tên
| Thứ tự | Tập       | Tập       | Tập       | Tập       | Tập       | Tập       | Tập       | Tập       | Tập       | Tập       | Tập               | Tập    | Tập |
| Thứ tự | 1         | 2         | 2         | 3         | 4         | 5         | 6         | 7         | 8         | 9         | 10                | 11     |     |
| ------ | --------- | --------- | --------- | --------- | --------- | --------- | --------- | --------- | --------- | --------- | ----------------- | ------ | --- |
| 1      | Naduah    | Jessica   | Raina     | Alasia    | Alasia    | Jessica   | Angelea   | Krista    | Krista    | Krista    | Krista            | Krista |     |
| 2      | Jessica   | Angelea   | Krista    | Angelea   | Raina     | Angelea   | Krista    | Angelea   | Alexandra | Alexandra | Raina             | Raina  |     |
| 3      | Simone    | Ren       | Anslee    | Jessica   | Tatianna  | Krista    | Raina     | Raina     | Raina     | Angelea   | Alexandra Angelea |        |     |
| 4      | Raina     | Brenda    | Tatianna  | Alexandra | Brenda    | Alasia    | Alexandra | Jessica   | Angelea   | Raina     | Alexandra Angelea |        |     |
| 5      | Tatianna  | Simone    | Simone    | Krista    | Alexandra | Anslee    | Anslee    | Alasia    | Jessica   | Jessica   |                   |        |     |
| 6      | Alexandra | Tatianna  | Alexandra | Raina     | Angelea   | Brenda    | Jessica   | Alexandra | Alasia    |           |                   |        |     |
| 7      | Krista    | Anslee    | Angelea   | Tatianna  | Jessica   | Raina     | Alasia    | Anslee    |           |           |                   |        |     |
| 8      | Brenda    | Raina     | Alasia    | Simone    | Krista    | Alexandra | Brenda    |           |           |           |                   |        |     |
| 9      | Alasia    | Naduah    | Brenda    | Anslee    | Anslee    | Tatianna  |           |           |           |           |                   |        |     |
| 10     | Anslee    | Alexandra | Jessica   | Brenda    | Simone    |           |           |           |           |           |                   |        |     |
| 11     | Gabrielle | Krista    | Ren       | Ren       |           |           |           |           |           |           |                   |        |     |
| 12     | Angelea   | Alasia    | Naduah    |           |           |           |           |           |           |           |                   |        |     |
| 13     |           | Gabrielle |           |           |           |           |           |           |           |           |                   |        |     |

     Thí sinh bị loại
     Thí sinh chiến thắng chung cuộc
- Tập 1, 20 cô gái vượt qua vào tuyển chọn địa phương tụ họp lại, sau đó 12 được chọn vào cuộc thi chính. Thứ tự gọi tên không phản ánh độ xuất sắc. Ren, thí sinh thứ 13 vượt qua vòng tuyển chọn riêng được tiết lộ ở cuối chương trình, nhưng buổi chụp hình của các thí sinh sẽ chuyển sang vào nửa đầu của tập 2.

### Chụp ảnh
- Tập 1: Tạo dáng trên ban công (casting); Khỏa thân với phụ kiện của Custo Barcelona
- Tập 2: Chụp ảnh chân dung cho nước hoa phai mẩu
- Tập 3: Vũ công ngôi sao
- Tập 4: Con quỷ hút máu
- Tập 5: Đẹp giả tạo
- Tập 6: Ảnh quảng cáo CoverGirl trên tàu điện
- Tập 7: Bộ tóc khổng lồ
- Tập 8: Chụp ảnh cùng cừu
- Tập 9: Ảnh chân dung dưới bóng nắng
- Tập 10: Xinh đẹp trong sự xấu xí
- Tập 11: Quay quảng cáo CoverGirl Blast và chụp ảnh cho tạp chí Seventeen